# Joan Horan
Joan Dempsey coniugata Horan (Dublino, 26 febbraio 1918 – Shillelagh, 9 dicembre 1965) è stata un'arciera e nuotatrice irlandese. Fu la prima atleta paralimpica a rappresentare il suo Paese e la prima a vincere una medaglia d'oro paralimpica per l'Irlanda.

## Biografia
Joan Dempsey nacque al a 7 Merrion Square di Dublino il 26 febbraio 1918. Suo padre era il dottor Patrick Dempsey, chirurgo dell'orecchio, del naso e della gola presso l'ospedale Mater, e Monica Plunkett. Ebbe una sorella maggiore. Frequentò l'Alexandra College di Dublino e la St Mary's School Ascot, nel Berkshire, in Inghilterra. Frequentò anche la Scuola centrale di Arte drammatica alla Royal Albert Hall di Londra per 3 anni, ottenendo ruoli minori in teatro e al cinema. Negli anni '40 recitò con la compagnia dei Dublin Players. Il 28 ottobre 1941 presso la Chiesa del Sacro Cuore a Donnybrook sposò Desmond Horan, figlio unico di Gerald Horan KC, capo dell'alta corte. Ebbero due figli. In seguito si ritirò dalla recitazione.
Nel 1947, a Horan fu diagnosticata una ciste alla colonna vertebrale, che la costrinse al ricovero per due anni al National Hospital di Queen's Square di Londra. Nel 1953 restò paralizzata. Trascorse un anno a Stoke Mandeville, in Inghilterra, prima di tornare in Irlanda, dove veniva trattata al Mater Hospital di Dublino. Alla fine, fu costretta alla sedia a rotelle.

### Carriera sportiva
A metà degli anni '50 lo sport divenne una terapia riabilitativa per le persone con lesioni spinali, poiché si dimostrava efficace nel prevenire problemi di sangue e pelle causati da lunghi periodi di immobilizzazione. Horan cominciò a praticare tiro con l'arco e tennistavolo durante la permanenza a Stoke Mandeville. Ivi tornò per competere con altri ex pazienti irlandesi i Giochi internazionali di Stoke Mandeville nel 1959, vincendo due medaglie d'oro. Horan fu selezionata per far parte della squadra di cinque atleti paraplegici da mandare alle prime Paralimpiadi di Roma del 1960. Furono inviati dall'Istituto di riabilitazione d'Irlanda e Horan era l'unica donna della squadra. Tornò a nuotare alla fine degli anni '50, allenandosi nella piscina di Tara Street, che la Dublin Corporation apriva un'ora prima per le sue sessioni. A quel tempo viveva nell'Ospedale Mater ed era sostenuta dalla sua famiglia e dai Cavalieri di Malta.
Alle Paralimpiadi di Roma del 1960, Horan gareggiò nella gara di tiro con l'arco femminile St. Nicholas, vincendo la medaglia d'oro. Nei venticinque metri stile libero femminile della classe C2 vinse la sua seconda medaglia d'oro. I suoi compagni di squadra furono Oliver Murphy, padre Leo Close, Jimmy Levins e Jack Kerrigan. Dopo i giochi, partecipò a un'udienza di papa Giovanni XXIII e, con la squadra irlandese, si recò a Lourdes per tre giorni prima di tornare a Dublino. Il sindaco di Dublino, Maurice E. Dockrell, e altri dignitari accolsero la squadra. Nel febbraio 1961, Sean Lemass consegnò a Horan i Caltex Sports Stars Awards a Dublino.
Horan in seguito si trasferì nella sua nuova casa residenziale a Shillelagh, nella contea di Wicklow. Nel 1961, vinse di nuovo l'oro nel tiro con l'arco ai Giochi di Stoke Mandeville e gareggiò di nuovo negli stessi Giochi del 1962. Horan fu anche un'attiva raccoglitrice di fondi sia per la Fondazione Cheshire che per la Irish Wheelchair Association. Morì nella sua casa di Ardeen Cheshire per complicazioni derivanti dalla sua disabilità il 9 dicembre 1965.

## Palmarès
| Anno | Manifestazione     | Sede | Evento                               | Risultato | Prestazione | Note |
| ---- | ------------------ | ---- | ------------------------------------ | --------- | ----------- | ---- |
| 1960 | Giochi paralimpici | Roma | Tiro con l'arco - St. Nicholas       | Oro       |             |      |
| 1960 | Giochi paralimpici | Roma | Nuoto - 25 m stile libero completo 2 | Oro       |             |      |